# Sunshine Tour 2009
De Sunshine Tour 2009 was het tiende seizoen van de Sunshine Tour. Het omvatte een serie van golftoernooien voor golfprofessionals, dat grotendeels plaatsvond in Zuid-Afrika. Het seizoen startte in januari 2009 en eindigde in december 2009.
Naast Zuid-Afrika, vond er ook golftoernooien plaats in andere Afrikaanse landen zoals Swaziland en Zambia.
De "Order of Merit" van dit seizoen werd gewonnen door de Deen Anders Hansen.

## Kalender
| Datums | Datums | Toernooi                              | Baan                         | Plaats        | Winnaar             | Score | Score             | Aantekeningen                                       |
| ------ | ------ | ------------------------------------- | ---------------------------- | ------------- | ------------------- | ----- | ----------------- | --------------------------------------------------- |
| 08-01  | 11-01  | Joburg Open                           | Johannesburg & Kensington GC | Johannesburg  | Anders Hansen       | 269   | –15               | [ 2 ]                                               |
| 15-01  | 18-01  | Africa Open                           | East London Golf Club        | Oost-Londen   | Retief Goosen       | 267   | –21               |                                                     |
| 22-01  | 25-01  | Dimension Data Pro-Am                 | Gary Player Country Club     | Sun City      | Deane Pappas        | 268   | –20               |                                                     |
| 29-01  | 01-02  | Nashua Masters                        | Wild Coast Sun Country Club  | Port Alfred   | Darren Fichardt     | 263   | –17               |                                                     |
| 12-02  | 15-02  | Vodacom Championship                  | Pretoria Country Club        | Pretoria      | Anders Hansen       | 270   | –18               |                                                     |
| 19-02  | 22-02  | Telkom PGA Championship               | Country Club Johannesburg    | Johannesburg  | Jaco Van Zyl        | 270   | –18               |                                                     |
| 01-04  | 03-04  | Vodacom Origins of Golf Tour I        | Bloemfontein Golf Club       | Bloemfontein  | Trevor Fisher Jr.   | 201   | –15               |                                                     |
| 30-04  | 02-05  | South African Pro-Am Invitational     | Prince's Grant Golf Club     | KwaDukuza     | Adilson da Silva    | 203   | –13               |                                                     |
| 06-05  | 09-05  | Royal Swazi Sun Open                  | Royal Swazi Spa Country Club | Mbabane       | Jaco Van Zyl        | 65    | stablefordtelling |                                                     |
| 14-05  | 16-05  | Nashua Golf Challenge                 | Gary Player Country Club     | Sun City      | Doug McGuigan       | 209   | –17               |                                                     |
| 20-05  | 22-05  | Vodacom Origins of Golf Tour II       | Pretoria Country Club        | Pretoria      | Brandon Pieters     | 204   | –12               |                                                     |
| 05-06  | 07-06  | Lombard Insurance Classic             | Royal Swazi Spa Country Club | Mbabane       | Peter Karmis        | 198   | –18               |                                                     |
| 24-06  | 25-06  | Vodacom Origins of Golf Tour III      | Fancourt (Montagu            | George        | Brandon Pieters     | 141   | –3                | Wegens slechte weer; afgewerkt tot twee ronden      |
| 06-08  | 08-08  | Sun Coast Classic                     | Durban Country Club          | Durban        | Louis de Jager      | 207   | –9                |                                                     |
| 13-08  | 15-08  | Vodacom Origins of Golf Tour IV       | Erinvale Golf Club           | Somerset West | Jaco Ahlers         | 135   | –9                |                                                     |
| 19-08  | 21-08  | Telkom PGA Pro-Am                     | Centurion Country Club       | Centurion     | Jaco Van Zyl        | 204   | –12               |                                                     |
| 28-08  | 30-08  | Zambia Open                           | Ndola Golf Club              | Ndola         | Jbe' Kruger         | 204   | –15               |                                                     |
| 03-09  | 05-09  | South African Pro-Am Invitational     | Randpark Golf Club           | Johannesburg  | Ryan Tipping po     | 208   | –8                | Won de play-off van Chris Swanepoel                 |
| 16-09  | 18-09  | Vodacom Origins of Golf Tour V        | Selborne Country Club        | Pennington    | Darren Fichardt     | 198   | –18               |                                                     |
| 01-10  | 03-10  | South African Pro-Am Invitational     | Paarl Golf Club              | Paarl         | Prinavin Nelson     | 205   | –11               |                                                     |
| 07-10  | 09-10  | Vodacom Origins of Golf Tour (Finale) | Simola Golf & Country Estate | Knysna        | Brandon Pieters     | 208   | –8                |                                                     |
| 16-10  | 18-10  | BMG Classic                           | Glendower Golf Club          | Johannesburg  | Graham DeLaet       | 205   | –11               |                                                     |
| 23-10  | 25-10  | Highveld Classic                      | Witbank Golf Club            | Witbank       | Lindani Ndwandwe po | 197   | –19               | Won de play-off van Alex Haindl                     |
| 29-10  | 31-10  | Platinum Classic                      | Mooinooi Golf Club           | Mooinooi      | Darren Fichardt     | 201   | –15               |                                                     |
| 12-11  | 15-11  | MTC Namibia PGA Championship          | Rossmund Golf Club           | Swakopmund    | Hennie Otto po      | 208   | –8                | Won de play-off van Titch Moore                     |
| 24-11  | 26-11  | Coca-Cola Charity Championship        | Fancourt (Montagu            | George        | Christiaan Basson   | 203   | –13               |                                                     |
| 30-11  | 02-12  | Nedbank Affinity Cup                  | Lost City Golf Course        | Sun City      | Jake Roos po        | 204   | –12               | Won de play-off van Albert Pistorius & Mark Murless |
| 03-12  | 06-12  | Nedbank Golf Challenge                | Gary Player Country Club     | Sun City      | Robert Allenby po   | 277   | –11               | Won de play-off van Henrik Stenson                  |
| 10-12  | 13-12  | Alfred Dunhill Kampioenschap          | Leopard Creek Golf Club      | Malelane      | Pablo Martin        | 271   | –17               | Verslag                                             |
| 17-12  | 20-12  | South African Airways Open            | Pearl Valley Golf Estates    | Paarl         | Richie Ramsay po    | 276   | –12               | Won de play-off van Shiv Kapur                      |

## Order of Merit
| Orde | Speler           | # toernooien | Prijzengeld (R) |
| ---- | ---------------- | ------------ | --------------- |
| 1    | Anders Hansen    | 4            | 4.268.038       |
| 2    | Charl Schwartzel | 4            | 2.315.187       |
| 3    | Darren Fichardt  | 24           | 1.475.025       |
| 4    | Jaco Van Zyl     | 25           | 1.333.023       |
| 5    | David Drysdale   | 6            | 1.184.733       |